# 1992 PF2
1992 PF2 är en asteroid i huvudbältet som upptäcktes den 2 augusti 1992 av den amerikanske astronomen Henry E. Holt vid Palomarobservatoriet.
Asteroiden har en diameter på ungefär 4 kilometer.